# 코른
코른(Khorne)은 워해머와 워해머: 에이지 오브 지그마, 워해머 40,000에 등장하는 카오스 신들 중 하나이다. 주로 피와 전쟁의 신으로 알려져 있다. '코른'이라는 이름은 로버트 E. 하워드가 쓴 코난 사가의 주인공인 코난 더 바바리안에서 따온 것이다.
코른은 피의 호수를 중심으로 산더미처럼 쌓인 두개골 위에 놋쇠로 된 거대한 왕좌에 앉아있는 강력한 존재로 그려진다. 이 두개골들은 코른의 챔피언들에 의해 살해된 모든 사람들과 그가 살해한 모든 챔피언들의 것으로, 인간의 두개골부터 합판 크기의 거대한 티라노사우루스 두개골까지 다양하다. 코른 자신은 놋쇠와 쇠로 된 빨간색과 검은색 갑옷을 입고 있으며, 사냥개 같은 얼굴, 넓은 어깨에 근육질의 몸을 가진 거대한 인물로 묘사된다.

## 코른의 숭배자
코른의 추종자들은 예외 없이 전사들이다. 전사들은 전장에서 코른을 숭배하며, 사원은 짓지 않는다. 사원을 짓기 위해 시간을 쓰는 대신 싸움을 위해 시간을 쓰는 것이 낫다고 생각하기 때문이다. 코른을 숭배하는 것은 순전히 피를 흘리는 것으로, 이는 승리에서 적의 피를 흘리거나 진지한 투쟁을 통해 자신의 피를 흘리는 것으로 이루어진다. 어느 추종자든 하루를 보내면서 이 숭배 행위에 기여하지 않으면 코른의 불만을 초래한다고 전해진다.
코른의 추종자들의 전투 구호는 그의 무분별한 폭력을 향한 욕망을 반영하며, 이를 듣는 모든 이들에게 두려움을 준다. 전투 구호는 다음과 같다. "Blood for the Blood God!! Skulls for the Skull Throne!!" (피의 신께 피를! 해골 왕좌에게 해골을!)
펜리스의 원시 주민들 신화에서 "고르그" (아마도 코른을 잘못 해석한 것)는 악한 신으로, 어둠의 신 호루스와 용 여신 스크린네이르의 자손으로 묘사되며, 레만 러스에 의해 패배한 후 행성의 화산섬 중 하나에 갇히게 된다.
워프 우주 내에 그의 본거지인 코른의 요새가 존재하며, 이곳은 피와 강철로 뒤덮여 있다. 이 때, 코른을 믿는 부대가 8인으로 구성되어 있을 경우 축복을 받는다. 코른을 추종하는 사람들은 모두 용맹하지만 광적인 살인마 집단이다. 추종자들은 코른을 위해 피와 두개골을 바칠 의무가 있으며, 남의 것이 안된다면 자신의 것이라도 바치려고 한다. 코른에게는 아군과 적군의 죽음이 모두 동등하기 때문에 추종자들의 광기를 이해할 수 있다.

## 코른과 숫자8
코른이 숫자 8과 연결된 이유는 알려지지 않았지만, 그가 처음 분노를 발현했을 때부터 숫자 8은 신성한 숫자가 되었다. 코른은 8와 그 배수들에 대해 강한 애착을 가지고 있으며, 이는 그의 군단 조직에서도 뚜렷하게 나타난다. 블러드써스터 계급의 수부터 완전한 군단의 부대 수까지 모두 여덟이기 때문이다. 숫자 8은 물질계에서도 코른의 영역 전반에 걸쳐 나타나는데, 여덟 개의 거대한 탑이 브라스 시타델을 둘러싸고 있으며, 실체계에서 죽임을 당한 악마는 코른이 다시 형체를 부여하기 전에 여덟 가지 임무를 완수해야 한다. 워프 내에서 벌어지는 가장 거대한 전투에서도 코른의 여덟 번째 파도가 가장 강력하다. 코른의 인간 숭배자들 또한 이 신성한 숫자를 인식하고 존경한다. 코른의 숭배자들은 8을 소환 의식에서 사용하기도 하고, 살에 새기기도 한다. 더불어 많은 종족의 예언자들은 여덟 시대의 전쟁이 지나야만 코른의 피에 대한 갈증이 마지막 종말적인 전투로 만족될 것이라고 예언해왔다.

## 코른의 악마군단
코른의 악마 군단은 집합적으로 블러드 군단이라고 불린다. 이들은 물질계의 악마 군대 중 가장 크고 가장 전투적인 군대이다. 비록 야만적이고 억제되지 않은 성향을 지녔지만, 무술 능력에 따라 엄격한 계급 체계를 갖추고 있다. 블러드 군단은 각각 여덟 개의 부대로 나뉘며, 각 부대는 코른의 악마 전령 또는 악마 왕자가 이끈다. 블러드 군단은 근접 전투에 특화되어 있지만, 변형된 형태도 존재한다. 레드 타이드 군단은 블러드레터들로 구성되어 있으며, 적을 물결치는 공격으로 압도한다. 헬파이어 군단은 공성전과 악마 엔진에 특화되어 있다. 브레이즌 썬더 군단은 코른의 군단 중 가장 기동성이 뛰어나며, 블러드크러셔, 블러드 스론, 그리고 플레쉬 하운드 무리로 구성되어 있다.
코른의 상급 악마는 블러드써스터이다. 카오스의 모든 악마들 중에서 이들은 전형적인 악마의 모습을 가장 많이 닮아 있으며, 인간의 몸, 갈라진 발굽, 가죽 같은 박쥐 날개, 그리고 뿔이 달린 개의 머리를 가지고 있다. 이들은 전투에서 불타는 채찍과 거대한 쌍두 전투 도끼를 동시에 휘두른다. 전장에서 이들과 맞서는 다른 제국의 병력들은 블러드써스터를 다른 이름으로 부르기도 하는데, 예를 들어,카타찬의 베테랑들은 이들을 "스컬렌더"라고 부른다.
코른의 하급 악마는 블러드레터라는 존재로, 코른의 병사로 불린다. 뿔이 달린 인간형으로, 등이 구부정하고 능선이 돋아나 있으며, 팔다리는 가늘지만 악명 높을 정도로 강력하다. 3판에는 근육질에 전형적인 기독교적 악마였다면, 4편에서는 좀더 호리호리해지고 갑옷을 입지 않는 모습으로 바뀌었다. 블러드레터들은 헬블레이드라는 피를 마시는 칼을 휘두르며, 필멸자들의 살을 해체한다. 블러드레터의 하위 유형에는 블러드마스터가 포함된다.
코른의 짐승은 플레쉬 하운드라는 악마 사냥개이다. 희미하게 개와 닮은 몹시 흉포한 생물들로, 희생자의 심령적 흔적을 추적하여 목표물을 찾아내는 능력으로 악명 높다.  '피의 사냥꾼'으로 알려져 있으며, 목표물을 잡으면 그들을 갈기갈기 찢을 수 있는 발톱을 가지고 있다.
코른의 악마 군마들은 때때로 코른의 챔피언들에게 탈것으로 주어진다. 코른의 탈것은 저거넛이라고 부르는데, 살아있는 악마 금속으로 만들어졌으며 이글거리는 피를 가진 거대한 괴물이다. 외형은 거대한 코뿔소를 연상시키고, 코른의 가장 야만적이고 호전적인 악마들 중 하나이다. 저거넛 우리 주변에는 여러 챔피언들의 부서진 잔해가 흩어져 있으며, 운이 좋다면 저거넛을 제압하고 올라탄 후 전투에 나설 수 있다.

## 코른의 선물
다른 모든 카오스 신들과 마찬가지로, 코른은 자신이 가장 아끼는 추종자들에게 특별한 선물과 축복을 자주 내린다. 코른의 선물은 다양한 형태를 취할 수 있으며, 여기에는 신체적 돌연변이, 악마 무기, 또는 강화된 힘 등이 포함된다.

## 참고
- Warhammer Wikipedia (Khorne)
- The Mighty Avenger: An interview with Bryan Ansell

1. ↑  Orlygg (2013년 2월 16일). “Realm of Chaos 80s: The Mighty Avenger: An interview with Bryan Ansell”. 2024년 6월 14일에 확인함.